# Elektroniczne sprawozdanie finansowe
Elektroniczne sprawozdania finansowe – dokument zawierający podstawowe informacje o rocznej działalności przedsiębiorstwa, ujęte pod względem finansowym. Dzień, na który sporządza się sprawozdanie finansowe, nazywa się dniem bilansowym. Jeżeli rok obrotowy firmy pokrywa się z rokiem kalendarzowym, to dzień bilansowy jest ostatnim dniem roku – 31 grudnia.
Sprawozdanie finansowe składa się co do zasady z bilansu, rachunku zysków i strat oraz informacji dodatkowej. Oprócz tych zasadniczych elementów sprawozdanie finansowe niektórych podmiotów (jednostek) zawiera: zestawienie zmian w kapitale (funduszu) własnym, zestawienie zmian w aktywach netto, rachunek przepływów pieniężnych, zestawienie lokat, zestawienie informacji dodatkowych. Sprawozdanie finansowe oraz sprawozdanie z działalności jednostki sporządzane jest w języku polskim i w walucie polskiej.
1. Bilans – wykazuje stany aktywów i pasywów na dzień kończący bieżący i poprzedni rok obrotowy.
2. Rachunek zysków i strat – wykazuje oddzielnie przychody, koszty, zyski i straty oraz obowiązkowe obciążenia wyniku finansowego za bieżący i poprzedni rok obrotowy.
3. Informacja dodatkowa – zawiera: wprowadzenie do sprawozdania finansowego, zawierające opis przyjętych zasad (polityki) rachunkowości, w tym przyjętych metod wyceny i zmian w stosunku do roku ubiegłego oraz dodatkowe informacje i objaśnienia np. objaśnienia do pozycji bilansu, rachunku zysków i strat, zestawienia zmian w kapitale (funduszu) własnym oraz rachunku przepływów pieniężnych za okresy sprawozdawcze objęte sprawozdaniem finansowym, proponowany podział zysku lub pokrycia straty, informacje dotyczące pracowników, a także inne istotne informacje dla zrozumienia sprawozdania finansowego.

Na poprawnie przygotowane sprawozdanie finansowe w formie elektronicznej składa się kilka ważnych części. Dla przykładu dla Sp. z.o.o. sprawozdanie składa się z:
1. Wprowadzenia i informacji dodatkowej
2. Bilansu
3. RZiS
4. Sprawozdanie z działalności jednostki
5. Uchwała o zatwierdzeniu/przekazaniu zysku/straty
6. Uchwała o zatwierdzeniu sprawozdania finansowego

## Przepisy
Od 1 października 2018 roku na przedsiębiorcy spoczywa obowiązek składania rocznych sprawozdań finansowych tylko w formie elektronicznej do KRS i do Krajowej Administracji Skarbowej, zgodnie ze strukturą i formatem szczegółowo określonymi przez Ministerstwo Finansów. Wymagana jest nie tylko forma elektroniczna, ale także podpisy elektroniczne. Ministerstwo Finansów akceptuje podpis kwalifikowany albo podpis zaufany.

## Obowiązek złożenia
Obowiązek złożenia sprawozdania finansowego dotyczy firm widniejących w rejestrze KRS (spółki z o.o. oraz spółki akcyjne), ale również przedsiębiorców, których przychód za poprzedni rok wyniósł co najmniej 2 mln euro w przeliczeniu na polską walutę. Konieczność ta dotyczy również podatników prowadzących księgi rachunkowe.
Najczęściej za przesłanie sprawozdania odpowiedzialna jest osoba z zarządu spółki, gdyż jej PESEL widnieje w KRS. Aby dokument nabrał ważności prawnej, musi zostać najpierw zaakceptowany przez wszystkich współwłaścicieli i udziałowców.
Sprawozdanie finansowe w strukturze logicznej oraz formacie udostępnianych w Biuletynie Informacji Publicznej na stronie podmiotowej urzędu obsługującego ministra właściwego do spraw finansów publicznych sporządzają:
1. Jednostki wpisane do rejestru przedsiębiorców Krajowego Rejestru Sądowego (KRS).
2. Podatnicy podatku dochodowego od osób fizycznych prowadzący księgi rachunkowe obowiązani do sporządzenia sprawozdania finansowego.

## Terminy
Przedsiębiorcy (spółki zarejestrowane w KRS) przesyłają sprawozdanie w terminie 3 miesięcy od dnia bilansowego. W przypadku pokrywania się roku obrotowego z rokiem kalendarzowym jest to dzień 31 marca. Zatem dniem granicznym jest, np. koniec marca 2019 roku dla sprawozdań wygenerowanych na koniec roku 2018.
Sprawozdanie przedstawia się do zatwierdzenia odpowiednim organom w firmie np.: walnemu zgromadzeniu wspólników, wszystkim wspólnikom, zatwierdza też je właściciel jednoosobowej działalności gospodarczej. Roczne sprawozdanie finansowe powinno zostać zatwierdzone nie później niż w terminie 6 miesięcy od dnia bilansowego tj. do 30 czerwca (jeżeli rok obrotowy pokrywa się z rokiem kalendarzowym).
Po zatwierdzeniu sprawozdania, w ciągu 15 dni składane jest wraz z uchwałą o jego zatwierdzeniu do właściwego rejestru sądowego (KRS) drogą elektroniczną (w formie tzw. „e-sprawozdania”). Jeżeli rok obrotowy pokrywa się z rokiem kalendarzowym, dzień ten przypada na 15 lipca.

## Generowanie e-sprawozdania finansowego w programach
Sprawozdanie elektroniczne zgodnie z wytycznymi Ministerstwa Finansów generowane jest za pomocą odpowiedniego oprogramowania. Wygenerowanie sprawozdanie finansowe w wybranym programie pobiera się z w formacie XML i importuje do aplikacji Ministerstwa Finansów. Ministerstwo przygotowało na swojej stronie internetowej aplikację „eSprawozdania Finansowe” (aplikację można pobrać na dysk komputera ze strony www.podatki.gov.pl), która umożliwia edycję sprawozdania finansowego (w tym również utworzenie), możliwość sprawdzenia poprawności gotowego sprawozdania i podpisanie dokumentu.

## Wysyłanie
Jednostki wpisane do rejestru przedsiębiorców Krajowego Rejestru Sądowego (KRS), czyli również podatnicy CIT, przesyłają e-sprawozdania do KRS w ciągu 15 dni od dnia zatwierdzenia rocznego sprawozdania finansowego. Robią to przez zgłoszenie za pośrednictwem systemu teleinformatycznego udostępnionego w tym celu przez Ministra Sprawiedliwości.
Podatnicy PIT, którzy prowadzą księgi rachunkowe i mają obowiązek sporządzania sprawozdań finansowych, przekazują e-sprawozdania Szefowi Krajowej Administracji Skarbowej (KAS) w terminie złożenia zeznania. Robią to za pomocą środków komunikacji elektronicznej, tj. poprzez przeznaczony do tego interfejs webAPI (lub udostępnioną w tym celu aplikację) lub na portalu: https://www.podatki.gov.pl wraz z rocznym zeznaniem podatkowym.